# القصص القرآني والكتابي
يحتوي القرآن على إشارات إلى أكثر من 50 شخصية وحدث ذُكروا في الكتاب المقدس. ورغم إمكانية مقارنة القصص في كلا الكتابين عمومًا، إلا أن هناك أيضًا بعض الاختلافات الملحوظة بينهما. في الأغلب، يميل القصص القرآني إلى التركيز على الأهمية الأخلاقية أو الروحية للأحداث بدلاً من التفاصيل. ونظرًا لاختلاف مصادر ومؤلفي القصص الكتابي، فإن اهتمام هذه القصص بالتفاصيل يختلف من قصة لأخرى.
هناك منهج إسلامي في تفسير القرآن يُعرف باسم «تفسير القرآن بالكتاب» يلجأ إلى تفسير القرآن من خلال الكتاب المقدس. يعتمد هذا المنهج على النسخ العربية المتعارف عليها من الكتاب المقدس (التوراة والإنجيل)، لإلقاء الضوء وإضافة عمق تفسيري للقرآن. من بين أبرز المفسرين المسلمين الذين نسجوا نصوص القصص الكتابي مع القصص القرآني ابن برّجان الإشبيلي والبقاعي.

## آدم وحواء
يذكر القرآن أن الله خلق آدم من طين: ﴿الَّذِي أَحْسَنَ كُلَّ شَيْءٍ خَلَقَهُ وَبَدَأَ خَلْقَ الْإِنْسَانِ مِنْ طِينٍ ۝٧﴾ [السجدة:7] أو تراب، وأمر بخلقه ببساطة بقوله «كُن»، فكان: ﴿إِنَّ مَثَلَ عِيسَى عِنْدَ اللَّهِ كَمَثَلِ آدَمَ خَلَقَهُ مِنْ تُرَابٍ ثُمَّ قَالَ لَهُ كُنْ فَيَكُونُ ۝٥٩﴾ [آل عمران:59] وأن الله نفخ فيه من روحه: ﴿ثُمَّ سَوَّاهُ وَنَفَخَ فِيهِ مِنْ رُوحِهِ وَجَعَلَ لَكُمُ السَّمْعَ وَالْأَبْصَارَ وَالْأَفْئِدَةَ قَلِيلًا مَا تَشْكُرُونَ ۝٩﴾ [السجدة:9] كما في سفر التكوين: «وجبل الرب الإله آدم ترابا من الأرض، ونفخ في أنفه نسمة حياة. فصار آدم نفسا حية»تك 2: 7 ثم ذكر القرآن أن الملائكة كانوا متشككون من خلق آدم، وهو تفصيل غير موجود في روايات سفر التكوين: ﴿وَإِذْ قَالَ رَبُّكَ لِلْمَلَائِكَةِ إِنِّي جَاعِلٌ فِي الْأَرْضِ خَلِيفَةً قَالُوا أَتَجْعَلُ فِيهَا مَنْ يُفْسِدُ فِيهَا وَيَسْفِكُ الدِّمَاءَ وَنَحْنُ نُسَبِّحُ بِحَمْدِكَ وَنُقَدِّسُ لَكَ قَالَ إِنِّي أَعْلَمُ مَا لَا تَعْلَمُونَ ۝٣٠﴾ [البقرة:30] ورغم عدم وجود هذا التفصيل في سفر التكوين، إلا أن نص مزمور 8 [الإنجليزية]: «فمن هو الإنسان حتى تذكره؟ وابن آدم حتى تفتقده؟ • وتنقصه قليلا عن الملائكة، وبمجد وبهاء تكلله»مز 8: 4-5 فهمه بعض المفسرين اليهود بأن السؤال طرحته الملائكة عندما خلق الله آدم. فأضافوا نصًا في التلمود البابلي يعترض فيه الملائكة على الشرور التي سيرتكبها البشر في المستقبل، وهو ما يتشابه مع الرواية القرآنية.
تستمر الرواية القرآنية في أن الله علّم آدم الأسماء كلها، وأن آدم هو من عرّف الملائكة أسماء الأشياء: ﴿وَعَلَّمَ آدَمَ الْأَسْمَاءَ كُلَّهَا ثُمَّ عَرَضَهُمْ عَلَى الْمَلَائِكَةِ فَقَالَ أَنْبِئُونِي بِأَسْمَاءِ هَؤُلَاءِ إِنْ كُنْتُمْ صَادِقِينَ ۝٣١﴾ [البقرة:31] أما الرواية الكتابية في سفر التكوين تجعل آدم نفسه من سمّى الحيوانات: «وجبل الرب الإله من الأرض كل حيوانات البرية وكل طيور السماء، فأحضرها إلى آدم ليرى ماذا يدعوها، وكل ما دعا به آدم ذات نفس حية فهو اسمها.»تك 2: 19 يظهر الفارق بين الروايتين في تركيز الرواية القرآنية على عِلمْ الله المطلق، وإعلاء الله لمعرفة آدم فوق معرفة الملائكة. بعدئذ، يأمر الله الملائكة بالسجود لآدم، إلا أن إبليس يرفض متعلّلًا بإنه أفضل من آدم لأنه خُلق من نار وآدم خُلق من طين: ﴿وَلَقَدْ خَلَقْنَاكُمْ ثُمَّ صَوَّرْنَاكُمْ ثُمَّ قُلْنَا لِلْمَلَائِكَةِ اسْجُدُوا لِآدَمَ فَسَجَدُوا إِلَّا إِبْلِيسَ لَمْ يَكُنْ مِنَ السَّاجِدِينَ ۝١١ قَالَ مَا مَنَعَكَ أَلَّا تَسْجُدَ إِذْ أَمَرْتُكَ قَالَ أَنَا خَيْرٌ مِنْهُ خَلَقْتَنِي مِنْ نَارٍ وَخَلَقْتَهُ مِنْ طِينٍ ۝١٢﴾ [الأعراف:11–12] يُعد سجود الملائكة لآدم تفصيلًا آخرًا لم يرد ذكره في الرواية الكتابية، إلا أن هناك النص المسيحي السرياني مغارة الكنوز [الإنجليزية]، وهو أحد الأسفار المنحولة، يعكس المفهوم المسيحي لآدم باعتباره نظيرًا بدائيًا ليسوع، جاء فيه رفض الشيطان أمر الله بالسجود لآدم "لأنني نار وروح، ولن أعبد شيئًا مصنوعًا من التراب"، وهي نفس الكلمات التي استخدمها القرآن تقريبًا.
أما خلق حواء، فتشير الرواية القرآنية في عدة مواضع أن آدم وحواء خُلقا من نفس واحدة دون توضيح لكيفية حدوث ذلك: ﴿يَا أَيُّهَا النَّاسُ اتَّقُوا رَبَّكُمُ الَّذِي خَلَقَكُمْ مِنْ نَفْسٍ وَاحِدَةٍ وَخَلَقَ مِنْهَا زَوْجَهَا وَبَثَّ مِنْهُمَا رِجَالًا كَثِيرًا وَنِسَاءً وَاتَّقُوا اللَّهَ الَّذِي تَسَاءَلُونَ بِهِ وَالْأَرْحَامَ إِنَّ اللَّهَ كَانَ عَلَيْكُمْ رَقِيبًا ۝١﴾ [النساء:1] بينما فصّلت الرواية الكتابية كيفية خلق حواء من أحد أضلاع آدم: «فأوقع الرب الإله سباتا على آدم فنام، فأخذ واحدة من أضلاعه وملأ مكانها لحما. • وبنى الرب الإله الضلع التي أخذها من آدم امرأة وأحضرها إلى آدم.»تك 2: 20-21
وفي القرآن، قال الله لآدم وزوجته التي لم يذكر اسمها أن يعيشا في الجنة ولكن لا يقتربا من شجرة معينة:  وَقُلْنَا يَا آدَمُ اسْكُنْ أَنْتَ وَزَوْجُكَ الْجَنَّةَ وَكُلَا مِنْهَا رَغَدًا حَيْثُ شِئْتُمَا وَلَا تَقْرَبَا هَذِهِ الشَّجَرَةَ فَتَكُونَا مِنَ الظَّالِمِينَ  البقرة آية 35 والتي يسميها الشيطان «شجرة الخُلد»، بينما أشار سفر التكوين إلى شجرتين، شجرة معرفة الخير والشر التي يجب ألَّا يأكل منها آدم وحواء: «وأما شجرة معرفة الخير والشر فلا تأكل منها، لأنك يوم تأكل منها موتا تموت»تك 2: 17 وشجرة أخرى للحياة: «وقال الرب الإله: هوذا الإنسان قد صار كواحد منا عارفا الخير والشر. والآن لعله يمد يده ويأخذ من شجرة الحياة أيضا ويأكل ويحيا إلى الأبد»تك 3: 22 في القرآن، يخدع الشيطان آدم ليقترب من الشجرة: ﴿فَوَسْوَسَ إِلَيْهِ الشَّيْطَانُ قَالَ يَا آدَمُ هَلْ أَدُلُّكَ عَلَى شَجَرَةِ الْخُلْدِ وَمُلْكٍ لَا يَبْلَى ۝١٢٠﴾ [طه:120] أما الرواية الكتابية فتلعب فيه الحيّة دور المُغوية التي تدفع حواء إلى عصيان الأمر الإلهي، والأكل من الشجرة هي وزوجها آدم: «وأما ثمر الشجرة التي في وسط الجنة فقال الله: لا تأكلا منه ولا تمساه لئلا تموتا. • فقالت الحية للمرأة: لن تموتا! • بل الله عالم أنه يوم تأكلان منه تنفتح أعينكما وتكونان كالله عارفين الخير والشر. • فرأت المرأة أن الشجرة جيدة للأكل، وأنها بهجة للعيون، وأن الشجرة شهية للنظر. فأخذت من ثمرها وأكلت، وأعطت رجلها أيضا معها فأكل.»تك 3: 3-6 وعلى النقيض من الرواية الكتابية، يعد الشيطان آدم وحواء بالخلود أو "أن يصبحا ملكين" بالاقتراب من الشجرة، وهو يهدف من وراء ذلك أن يكشف لهما ما خفي عنهما من عريهما: ﴿فَوَسْوَسَ لَهُمَا الشَّيْطَانُ لِيُبْدِيَ لَهُمَا مَا وُورِيَ عَنْهُمَا مِنْ سَوْآتِهِمَا وَقَالَ مَا نَهَاكُمَا رَبُّكُمَا عَنْ هَذِهِ الشَّجَرَةِ إِلَّا أَنْ تَكُونَا مَلَكَيْنِ أَوْ تَكُونَا مِنَ الْخَالِدِينَ ۝٢٠﴾ [الأعراف:20]
تُشير الرواية القرآنية أنه بعد أن أكلا من الشجرة، صار آدم وحواء عاريان: ﴿فَأَكَلَا مِنْهَا فَبَدَتْ لَهُمَا سَوْآتُهُمَا وَطَفِقَا يَخْصِفَانِ عَلَيْهِمَا مِنْ وَرَقِ الْجَنَّةِ وَعَصَى آدَمُ رَبَّهُ فَغَوَى ۝١٢١﴾ [طه:121] وعاقبه الله بالطرد من الجنة هو وامرأته والشيطان: ﴿قَالَ اهْبِطَا مِنْهَا جَمِيعًا بَعْضُكُمْ لِبَعْضٍ عَدُوٌّ فَإِمَّا يَأْتِيَنَّكُمْ مِنِّي هُدًى فَمَنِ اتَّبَعَ هُدَايَ فَلَا يَضِلُّ وَلَا يَشْقَى ۝١٢٣﴾ [طه:123] يذكر سفر التكوين أن آدم وحواء "أدركا" أنهما عاريين:
«فانفتحت أعينهما وعلما أنهما عريانان. فخاطا أوراق تين وصنعا لأنفسهما مآزر».تك 3: 7 كانت الرواية القرآنية غامضة حول سبب رغبة الشيطان تعرية آدم وحواء، إلا أن نص مغارة الكنوز السرياني أشار إلى أن آدم وحواء كانا يرتديان "المجد" قبل أن يأكلا من الشجرة، ففقدا المجد، وأصبحا عراة؛ وليس فقط مجرد إدراكهم لعُرّيهم كما في رواية سفر التكوين.
وفقًا للرواية القرآنية، غفر الله لآدم بعد "تلقي كلمات من ربه": ﴿فَتَلَقَّى آدَمُ مِنْ رَبِّهِ كَلِمَاتٍ فَتَابَ عَلَيْهِ إِنَّهُ هُوَ التَّوَّابُ الرَّحِيمُ ۝٣٧﴾ [البقرة:37]، ولم يُذكر هذا التفصيل في سفر التكوين؛ إلا أن الرواية القرآنية تتشابه مجددًا مع مغارة الكنوز، حيث يُعزّي الإله آدم ويقول إنه "حفظه من لعنة" الأرض، ومع نصوص حياة آدم وحواء اليهودية المنحولة، حيث وعد الإله آدم بالعودة في النهاية إلى الجنة.

## قابيل وهابيل

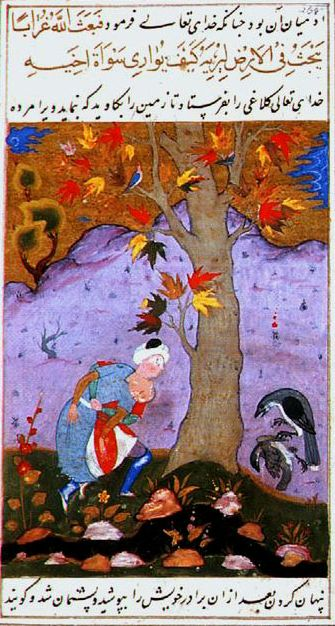
رسم يُصوّر قابيل يدفن هابيل في مخطوط قديم لقصص الأنبياء.

ذكر الكتاب المقدس، أنه كان لآدم وحواء ولدان قايين (قابيل) الأكبر، وهو مزارع، وهابيل الأصغر، وهو راعي. وعندما قدّما قرابين لله، قَبِلَ الله قربان هابيل فقط. فغضب قابيل وقتل أخيه رغم تحذير الله، فحكم الله عليه بحياة التيه والكدح غير المثمر: «وعرف آدم حواء امرأته فحبلت وولدت قايين. وقالت: «اقتنيت رجلا من عند الرب». • ثم عادت فولدت أخاه هابيل. وكان هابيل راعيا للغنم، وكان قايين عاملا في الأرض. • وحدث من بعد أيام أن قايين قدم من أثمار الأرض قربانا للرب، • وقدم هابيل أيضا من أبكار غنمه ومن سمانها. فنظر الرب إلى هابيل وقربانه، • ولكن إلى قايين وقربانه لم ينظر. فاغتاظ قايين جدا وسقط وجهه. • فقال الرب لقايين: «لماذا اغتظت؟ ولماذا سقط وجهك؟ • إن أحسنت أفلا رفع؟ وإن لم تحسن فعند الباب خطية رابضة، وإليك اشتياقها وأنت تسود عليها». • وكلم قايين هابيل أخاه. وحدث إذ كانا في الحقل أن قايين قام على هابيل أخيه وقتله. • فقال الرب لقايين: «أين هابيل أخوك؟» فقال: «لا أعلم! أحارس أنا لأخي؟» • فقال: «ماذا فعلت؟ صوت دم أخيك صارخ إلي من الأرض. • فالآن ملعون أنت من الأرض التي فتحت فاها لتقبل دم أخيك من يدك. • متى عملت الأرض لا تعود تعطيك قوتها. تائها وهاربا تكون في الأرض». • فقال قايين للرب: «ذنبي أعظم من أن يحتمل. • إنك قد طردتني اليوم عن وجه الأرض، ومن وجهك أختفي وأكون تائها وهاربا في الأرض، فيكون كل من وجدني يقتلني». • فقال له الرب: «لذلك كل من قتل قايين فسبعة أضعاف ينتقم منه». وجعل الرب لقايين علامة لكي لا يقتله كل من وجده.»تك 4: 1-15 ويروي القرآن قصة مشابهة حول أبناء آدم، دون ذكر أسمائهما، لكن الرواية القرآنية انفردت بذكر المحادثة بين الأخوين قبل أن يقدم قابيل على قتل أخيه: ﴿وَاتْلُ عَلَيْهِمْ نَبَأَ ابْنَيْ آدَمَ بِالْحَقِّ إِذْ قَرَّبَا قُرْبَانًا فَتُقُبِّلَ مِنْ أَحَدِهِمَا وَلَمْ يُتَقَبَّلْ مِنَ الْآخَرِ قَالَ لَأَقْتُلَنَّكَ قَالَ إِنَّمَا يَتَقَبَّلُ اللَّهُ مِنَ الْمُتَّقِينَ ۝٢٧ لَئِنْ بَسَطْتَ إِلَيَّ يَدَكَ لِتَقْتُلَنِي مَا أَنَا بِبَاسِطٍ يَدِيَ إِلَيْكَ لِأَقْتُلَكَ إِنِّي أَخَافُ اللَّهَ رَبَّ الْعَالَمِينَ ۝٢٨ إِنِّي أُرِيدُ أَنْ تَبُوءَ بِإِثْمِي وَإِثْمِكَ فَتَكُونَ مِنْ أَصْحَابِ النَّارِ وَذَلِكَ جَزَاءُ الظَّالِمِينَ ۝٢٩ فَطَوَّعَتْ لَهُ نَفْسُهُ قَتْلَ أَخِيهِ فَقَتَلَهُ فَأَصْبَحَ مِنَ الْخَاسِرِينَ ۝٣٠﴾ [المائدة:27–30] هناك مصدر سرياني قديم تناول المحادثة، ولكن مع اختلاف كبير عن الرواية القرآنية حيث يتضرّع فيها هابيل لأخيه لكي لا يقتله. كما جاءت المحادثة بين الأخوين قبل حادثة القتل في ترجوم نيوفيتي [الإنجليزية] وهو عبارة عن شرح يهودي للتوراة باللغة الآرامية.
في الرواية القرآنية، أرسل الله غرابًا ليحفر الأرض ليُعلم قابيل كيفية دفن أخيه المقتول، فندم القاتل على فعلته، وهو ينظر إلى الغراب: ﴿فَبَعَثَ اللَّهُ غُرَابًا يَبْحَثُ فِي الْأَرْضِ لِيُرِيَهُ كَيْفَ يُوَارِي سَوْأَةَ أَخِيهِ قَالَ يَا وَيْلَتَا أَعَجَزْتُ أَنْ أَكُونَ مِثْلَ هَذَا الْغُرَابِ فَأُوَارِيَ سَوْأَةَ أَخِي فَأَصْبَحَ مِنَ النَّادِمِينَ ۝٣١﴾ [المائدة:31] ظهرت قصة الطير الذي يحفر الأرض من أجل هابيل في بعض المصادر المسيحية واليهودية المتأخرة خارج الكتاب المقدس مثل تنهوما [الإنجليزية]، إلا أن الرواية القرآنية تُعد أقدم نسخة تناولت هذه القصة، وقد تكون مصدر الروايات الأخرى.
استخلص القرآن من حادثة القتل عبرة غير موجودة في النص الكتابي: ﴿مِنْ أَجْلِ ذَلِكَ كَتَبْنَا عَلَى بَنِي إِسْرَائِيلَ أَنَّهُ مَنْ قَتَلَ نَفْسًا بِغَيْرِ نَفْسٍ أَوْ فَسَادٍ فِي الْأَرْضِ فَكَأَنَّمَا قَتَلَ النَّاسَ جَمِيعًا وَمَنْ أَحْيَاهَا فَكَأَنَّمَا أَحْيَا النَّاسَ جَمِيعًا وَلَقَدْ جَاءَتْهُمْ رُسُلُنَا بِالْبَيِّنَاتِ ثُمَّ إِنَّ كَثِيرًا مِنْهُمْ بَعْدَ ذَلِكَ فِي الْأَرْضِ لَمُسْرِفُونَ ۝٣٢﴾ [المائدة:32] تتطابق هذه الآية تقريبًا مع مقطع في مقالة سنهدرين [الإنجليزية] في المشناه التي هي جزء من التوراة الشفهية اليهودية، والتي استخلصت أيضًا درسً مستفادًا من قتل هابيل هو أن "من أهلك نفسًا واحدة يعتبر كمن أهلك عالمًا كاملاً، ومن أنقذ نفسا واحدة فهو كمن أنقذ العالم كله".

## نوح

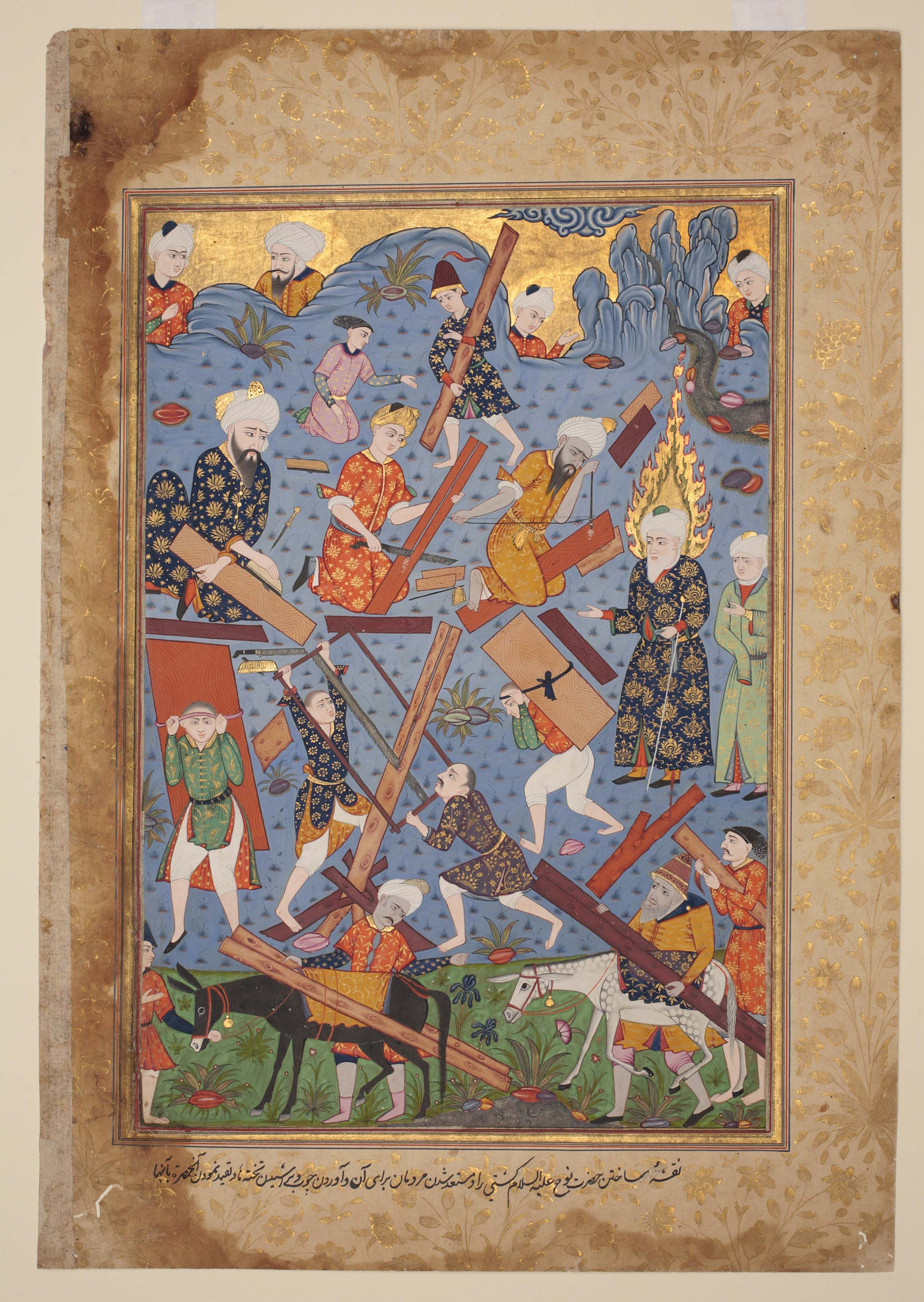
بناء سفينة نوح، من مخطوط إسلامي يرجع للقرن السابع عشر الميلادي.

يوصف نوح في كل من الكتاب المقدس والقرآن بالرجل الصالح الذي عاش بين قوم خُطاة أهلكهم الله بالطوفان، بينما أنقذ نوح وعائلته والحيوانات من خلال أمره ببناء فلك وشحن الحيوانات فيها. ذكر كلا الكتابين المقدسين أن عمره زاد عن 950 سنة. ولكن على النقيض من سفر التكوين الذي لم يسجل كلمة واحدة لنوح قبل أن يصعد للفلك، فإن القصة القرآنية ركّزت بشكل أقل على تفاصيل الطوفان، وركّزت أكثر على محاولات نوح الفاشلة لتحذير قومه لإقناعهم بالعودة إلى طريق الصلاح. أكدت الرواية القرآنية على دور نوح الوعظي الذي حاول فيه عبثًا إنقاذ الآخرين، بينما لم تذكر التوراة هذا الدور الوعظي له، ولكنه يظهر في مصادر مسيحية أقدمها رسالة بطرس الثانية: «ولم يشفق على العالم القديم، بل إنما حفظ نوحا ثامنا كارزا للبر، إذ جلب طوفانا على عالم الفجار.»بطرس الثانية 2: 5 كان ظهر في مصادر يهودية ومسيحية متأخرة، بما في ذلك التلمود. يؤكد السياق القرآني عامةً على دور نوح وغيره من الشخصيات الإصلاحية لإنقاذ أقوامهم من الهلاك.
يختلف الكتاب المقدس والقرآن أيضًا حول مصير عائلة نوح. في الكتاب المقدس، نجا كل أفراد عائلة نوح، بما في ذلك أبناؤه الثلاثة. لكن القرآن يذكر ابنًا لنوح رفض أن يصعد إلى الفُلك، واختار بدلاً من ذلك اللجوء إلى جبل، لكنه غرق رغم طلب نوح من الله أن يُخلّصه، لكن الله رفض. يدعم ذلك التأكيد القرآني المتكرر على أهمية الإيمان والسلوك الصالح على الروابط العائلية. وإن كان هناك مقطع في سفر حزقيال، يؤكد على أولوية البر فوق روابط الدم: «20 وفي وسطها نوح ودانيال وأيوب، فحي أنا، يقول السيد الرب، إنهم لا يخلصون ابنا ولا ابنة. إنما يخلصون أنفسهم ببرهم.»حز 14: 20 تضع أيضًا الرواية القرآنية زوجة نوح كمثال للكافرين الذين مصيرهم إلى النار: ﴿ضَرَبَ اللَّهُ مَثَلًا لِلَّذِينَ كَفَرُوا امْرَأَةَ نُوحٍ وَامْرَأَةَ لُوطٍ كَانَتَا تَحْتَ عَبْدَيْنِ مِنْ عِبَادِنَا صَالِحَيْنِ فَخَانَتَاهُمَا فَلَمْ يُغْنِيَا عَنْهُمَا مِنَ اللَّهِ شَيْئًا وَقِيلَ ادْخُلَا النَّارَ مَعَ الدَّاخِلِينَ ۝١٠﴾ [التحريم:10]، بينما لا توجد إشارة مماثلة في الكتاب المقدس، على الرغم من أن بعض الأساطير الغنوصية تتضمن تصويرًا عدائيًا لزوجة نوح. وفي المقابل، انفردت الرواية الكتابية بأن نوح كان مخمورًا، ونام عاريًا، وبعد أن وجده ابنه حام عاريًا، لعن كنعان بن حام: «وشرب من الخمر فسكر وتعرى داخل خبائه. • فأبصر حام أبو كنعان عورة أبيه، وأخبر أخويه خارجا. • فأخذ سام ويافث الرداء ووضعاه على أكتافهما ومشيا إلى الوراء، وسترا عورة أبيهما ووجهاهما إلى الوراء. فلم يبصرا عورة أبيهما. • فلما استيقظ نوح من خمره، علم ما فعل به ابنه الصغير، • فقال: ملعون كنعان! عبد العبيد يكون لإخوته. • وقال: مبارك الرب إله سام. وليكن كنعان عبدا لهم. • ليفتح الله ليافث فيسكن في مساكن سام، وليكن كنعان عبدا لهم.»تك 9: 21-27
وتقول الرواية القرآنية أن الفُلك استقر على تلال جبل الجودي: ﴿وَقِيلَ يَا أَرْضُ ابْلَعِي مَاءَكِ وَيَا سَمَاءُ أَقْلِعِي وَغِيضَ الْمَاءُ وَقُضِيَ الْأَمْرُ وَاسْتَوَتْ عَلَى الْجُودِيِّ وَقِيلَ بُعْدًا لِلْقَوْمِ الظَّالِمِينَ ۝٤٤﴾ [هود:44]؛ وفي الرواية الكتابية استقر الفلك على جبال أرارات: «واستقر الفلك في الشهر السابع، في اليوم السابع عشر من الشهر، على جبال أراراط.»تك 8: 4 يُعتقد أن الجودي هو أحد جبال أرارات، مما يجعل الرواية القرآنية أكثر تحديدًا لمكان استقرار الفُلك.

## إبراهيم
تتفق الرواية القرآنيةهود آية 69-74الحجر آية 51-56الصافات آية 102-109الذاريات آية 24-30 والكتابيةتك 18: 1-15تك 22: 1-20 على أن إبراهيم مر به عدة رسل وهم في طريقهم لتدمير سدوم وعمورة (قوم لوط). وأن إبراهيم رحّب بهم، وقدّم لهم الطعام. ثم بشّره ضيوفه بأن امرأته سارة ستلد ابنه إسحاق قريبًا. ضحكت سارة عجبًا من فكرة أن تلد وهي عجوز، وفي سن هي فيه أكبر من أن تنجب أطفالًا. الاسم العبري لإسحاق يعني "يضحك"، وهو أحد المجازات الأدبية في القصة الكتابية.
وفي تشابه آخر، يتلقى إبراهيم أمراً (في حلمه) من الله بالتضحية بابنه. يوافق إبراهيم على ذلك ويستعد لتنفيذ الذبيحة. ولكن قبل أن يتمكن من القيام بذلك، يُوقفه الله، ويعطيه ذبيحة بديلة عن ابنه، تكريمًا لإبراهيم على إخلاصه لله: ﴿فَلَمَّا بَلَغَ مَعَهُ السَّعْيَ قَالَ يَا بُنَيَّ إِنِّي أَرَى فِي الْمَنَامِ أَنِّي أَذْبَحُكَ فَانْظُرْ مَاذَا تَرَى قَالَ يَا أَبَتِ افْعَلْ مَا تُؤْمَرُ سَتَجِدُنِي إِنْ شَاءَ اللَّهُ مِنَ الصَّابِرِينَ ۝١٠٢ فَلَمَّا أَسْلَمَا وَتَلَّهُ لِلْجَبِينِ ۝١٠٣ وَنَادَيْنَاهُ أَنْ يَا إِبْرَاهِيمُ ۝١٠٤ قَدْ صَدَّقْتَ الرُّؤْيَا إِنَّا كَذَلِكَ نَجْزِي الْمُحْسِنِينَ ۝١٠٥ إِنَّ هَذَا لَهُوَ الْبَلَاءُ الْمُبِينُ ۝١٠٦ وَفَدَيْنَاهُ بِذِبْحٍ عَظِيمٍ ۝١٠٧ وَتَرَكْنَا عَلَيْهِ فِي الْآخِرِينَ ۝١٠٨﴾ [الصافات:102–108]
«وحدث بعد هذه الأمور أن الله امتحن إبراهيم، فقال له: «يا إبراهيم!» فقال: «هأنذا». • فقال: «خذ ابنك وحيدك، الذي تحبه، إسحاق، واذهب إلى أرض المريا، وأصعده هناك محرقة على أحد الجبال الذي أقول لك». • فبكر إبراهيم صباحا وشد على حماره، وأخذ اثنين من غلمانه معه، وإسحاق ابنه، وشقق حطبا لمحرقة، وقام وذهب إلى الموضع الذي قال له الله. • وفي اليوم الثالث رفع إبراهيم عينيه وأبصر الموضع من بعيد، • فقال إبراهيم لغلاميه: «اجلسا أنتما ههنا مع الحمار، وأما أنا والغلام فنذهب إلى هناك ونسجد، ثم نرجع إليكما». • فأخذ إبراهيم حطب المحرقة ووضعه على إسحاق ابنه، وأخذ بيده النار والسكين. فذهبا كلاهما معا. • وكلم إسحاق إبراهيم أباه وقال: «يا أبي!» فقال: «هأنذا يا ابني». فقال: «هوذا النار والحطب، ولكن أين الخروف للمحرقة؟» • فقال إبراهيم: «الله يرى له الخروف للمحرقة يا ابني». فذهبا كلاهما معا. • فلما أتيا إلى الموضع الذي قال له الله، بنى هناك إبراهيم المذبح ورتب الحطب وربط إسحاق ابنه ووضعه على المذبح فوق الحطب. • ثم مد إبراهيم يده وأخذ السكين ليذبح ابنه. • فناداه ملاك الرب من السماء وقال: «إبراهيم! إبراهيم!» فقال: «هأنذا» • فقال: «لا تمد يدك إلى الغلام ولا تفعل به شيئا، لأني الآن علمت أنك خائف الله، فلم تمسك ابنك وحيدك عني». • فرفع إبراهيم عينيه ونظر وإذا كبش وراءه ممسكا في الغابة بقرنيه، فذهب إبراهيم وأخذ الكبش وأصعده محرقة عوضا عن ابنه.»تك 22: 1-13

## لوط
بحسب النص الكتابي في سفر التكوين، بعد زيارتهما لإبراهيم، ذهب الملاكان إلى مدينة سدوم التي يعيش فيها لوط، ابن أخ إبراهيم. أخبروه أن الإله سوف يدمر المدينة قريبًا بسبب شرورهم. عندما سمع رجال المدينة أن لوط يستضيف زوارًا من الذكور، اجتمعوا في منزله وطالبوا بإخراج الرجال حتى يتمكنوا من ممارسة الجنس معهم. قدّم لوط بناته بدلاً منهن، لكن الرجال أصرّوا على اغتصاب الملائكة بدلاً من ذلك. بعد أن أصيب سكان المدينة بالعمى، طلب الملائكة من لوط وعائلته أن يهربوا ليلاً وألا ينظروا ورائهم. وفي صباح اليوم التالي، دمر الإله سدوم وعمورة بوابل من الحجارة النارية من السماء. ونظرت زوجة لوط إلى الوراء لترى المدينة المحترقة، فتحولت إلى عمود ملح.تك 19: 5-26
وتستمر القصة أكثر بعد تدمير مدينتي سدوم وعمورة، حيث غادر لوط صوغر (حيث إلتجأ) مع ابنتيه ليعيشوا في كهف. خافت بنات لوط من أن يُتوفّى جميع الرجال، فقررتا من أجل "الحفاظ على نسل أبيهن" والإنجاب، يجب عليهن ممارسة الجنس معه؛ وقررن إدخاله في حالة سُكر حتى يكن قادرات على "الاستلقاء معه" والحصول على نسله في ليالٍ متتاليةٍ، وحملن منه. فأنجبت منه الكبرى ولدها موآب، أبو الموآبيين إلى اليوم، والصغرى ولدها بن-عمي أبو العمونيين إلى اليوم.تك 19: 30-38
وفقا للنص القرآني، كان لوط نبيًا، وأن مجموعة من الملائكة زارت إبراهيم كضيوفالحجر آية 51 وبشّروه بولده إسحاق؛هود آية 69 الحجر آية 53 وأخبروه أنهم مرسلون من قبل الله إلى "الشعب المُجرم"الحجر آية58 ليُهلكوهم بحجارة من السماء،هود آية 82-83 وينجّون لوط وأهله إلا زوجتهالعنكبوت آية 31-35 الحجر آية 59-60 يصف القرآن زوجة لوط بأنها رغم زواجها من رجل صالح، إلا أنها لم تؤمن بكلامه، فكان جزائها النار.التحريم آية 10 وتنتهي قصة لوط في القرآن بوصف دمار المدينة.
هناك عدة اختلافات بين القرآن والكتاب المقدس:
- يوصف لوط في القرآن بأنه نبي مثل إبراهيم. في سفر التكوين، لم يوصف لوط بأنه نبي. في العهد الجديد، وصف بطرس لوط بأنه رجل بار، كان يتعذب يوميًا بسبب أعمال الإثم التي رآها في سدوم.بطرس الثانية 2: 7-8
- في سفر التكوين، غادرت زوجة لوط مع لوط، ولكنها استدارت لفترة وجيزة، فحوّلها الإله إلى عمود ملح.تك 19: 26 ولم يأت في القرآن أمر خروجها؛ بل أمرت الملائكة لوط وأتباعه بعدم الالتفات، لكن أُخبر لوط أن زوجته ستلتفت وتنظر إلى الخلف.هود آية 81
- بعد دمار سدوم، وصف الكتاب المقدس حدوث سفاح القربى بين لوط وابنتيه، بتدبير من بناته، بينما لم يصف القرآن حدوث شئ من هذا القبيل. بل وينكر علماء المسلمين حدوث مثل هذا الأمر، لأنه لا ينبغي لنبي أن يزني.

## يوسف
عرض سفر التكوين قصة يوسف في الأصحاحات 37-45، وتناولها القرآن في أول 102 آية من سورة يوسف. في كلا النصين، يرى يوسف في منامه أحد عشر كوكبًا والشمس والقمر جميعهم يسجدون له، ويقُصّها على عائلته (في القرآن على والده الذي منعه من إخبار إخوته؛يوسف آية 4-5 وفي النص الكتابي على إخوتهتك 37: 9).
في القرآن، شعر إخوة يوسف بالغيرة لأن والدهم فضل يوسف عليهم، ولذلك خططوا لقتل يوسف. لكن أحد الإخوة أقنعهم بعدم قتله بل رميه في البئر، وهم بمفردهم. أتى الإخوة إلى الأب يستأذنونه في إخراج يوسف معهم ليستمتع ويلعب معهم. أعرب يعقوب عن تحفظه على السماح له بالذهاب معهم، وعن خوفه من أن يقتله حيوان بري وهم غير حذرين. أكّد الأبناء للأب أنهم قادرون على مواجهة أي تهديدات ليوسف. وافق الأب في النهاية على إرسال يوسف معهم.يوسف آية 8-14 بينما في سفر التكوين، أرسل يعقوب يوسف بمحض إرادته دون أن يحاول أبناءه إقناعه بالسماح له بالذهاب معهم.تك 37: 13-14 ثم تتفق الروايتان على إلقاء يوسف في بئر، وكذب إخوة يوسف على أبيهم فيما يتعلق بمكان وجود يوسف، وغطوا ملابسه بالدماء وأكدوا أن حيوانًا بريًا هاجمه. ثم أخرج تُجار مارّين يوسف من البئر، وباعوه كعبد، حيث بِيْعَ لاحقًا إلى ثري مصري.يوسف آية 15-20، تك 37: 27-36 وهناك حاولت زوجة سيده إغوائه، وكذبت الزوجة على زوجها قائلة إن يوسف حاول اغتصابها.يوسف آية 23-25، تك 39: 7-18 ثم تختلف القصتان، ففي الرواية الكتابية، يرفض سيد يوسف تصديق إنكار يوسف ويسجنه، وفي الرواية القرآنية، يقبل سيد يوسف اقتراح شخص حكيم آخر للتحقق من سترة يوسف، حيث أكّد الحكيم أنه إذا تمزق قميصه من الأمام فإنه يثبت كذب يوسف. ولكن إذا تمزق من الخلف (وهو ما حدث)، فسيتم تبرئة يوسف وستثبت كذب زوجة السيد. وبّخ السيد زوجته، وسمح ليوسف بالبقاء في بيته.يوسف آية 26-29، تك 39: 19-20 وتواصل الرواية القرآنية الحديث عن إقامة زوجة السيد مأدبة للنساء اللواتي كن يثرثرن عنها، وزودتهن بالسكاكين، ثم أمرت يوسف بالمثول أمامهن؛ فقطّعن أيديهن. ثم قرر السيد سجنه بعد ذلك.يوسف آية 30-35 لا تذكر الرواية الكتابية المأدبة، لكن جاء في أحد الروايات التفسيرية اليهودية أن السيد قدّم فاكهة للمثرثرين حيث جرحوا أنفسهم لما رأوا وسامة يوسف.
في السجن، التقى يوسف برجلين، أحدهما يحلم بصنع النبيذ والآخر يحلم بحمل كومة من الخبز تأكله الطيور. يخبرهما يوسف بأن الأول سيخدم الملك مرة أخرى، وأن الثاني سيُعدم. ثم حدث ما تنبّأ به يوسف. وعلى الرغم من طلب يوسف من الرجل الأول أن يعرض قضيته على الملك، وسجنه ظُلمًا، إلا أن الرجل الأول سرعان ما نسيه بمجرد خروجه.يوسف آية 36-42 ثم حدث بعد ذلك أن حلم الملك. وفق النص الكتابي، كان الملك واقفًا على شاطئ النهر، فرأى سبع بقرات طالعة من النهر سمينة وحسنة الصورة، ثم تبعتها سبع بقرات هزيلة وقبيحة الصورة، ثم أكلت البقرات الهزيلة البقرات السمينة، ورغم ذلك ظلت على هزالتها، قام من نومه فزعًا. ثم عاد وحلم بأن سبع سنابل ممتلئة وحسنة، وبعدهم سبعة سنابل يابسة. فابتلعت السنابل اليابسة السنابل الممتلئة. فطلب الملك السحرة لتفسير الحلم، فلم يستطع منهم أحد تفسيره.تك 41: 1-24 تتفق الرواية القرآنية في تفاصيل الحلم وفشل المُفسّرين، ثم تذكر ساقي الملك الذي تذكّر يوسف، وأخبر فرعون عن يوسف، وطلب منه أن يسمح له بالذهاب لسؤاله عن الرؤى.يوسف آية 43-45
تتفق الروايتان حول تفاصيل تفسير يوسف للحلم، ثم تنفرد الرواية القرآنية بعد ذلك، بأنه بعد أن فسّر يوسف الحلم، طلب من الساقي أن يرجع ليطلب منن الملك التحقيق في قضيته، وهو ما لم تتناوله الرواية الكتابية. بعد التحقيق، تعترف زوجة السيّد براءة يوسف.يوسف آية 50-53 ثم يكافئ الملك يوسف بأن أعطاه مسؤولية المخازن على كل أرض مصر. أثناء المجاعة، جاء إخوة يوسف إلى مصر ليشتروا طعامًا، ولكن بقي الأصغر عند أبيهم. وفي الوقت الذي عرف فيه يوسف إخوته، لم يعرفه إخوته. وطالبهم بالعودة مع الأخ المفقود. عاد الإخوة إلى ديارهم ليجدوا أن يوسف قد وضع في حقائبهم أكثر مما دفعوا ثمنه. فسألوا والدهم إذا كان بإمكانهم العودة مع الأخ الأصغر. وافق أبوهم على مضض. ولما عادوا، وبعد بعض الحوادث الأخرى، كشف يوسف في النهاية عن نفسه لإخوته.يوسف آية 58-90، تك 43، 44، 45